# Girls (노래)
‘Girls’는 잉글랜드의 록 밴드 The 1975의 노래이다. 밴드의 첫 정규 음반인 “The 1975”의 싱글로 발매되었다. 2013년 10월 23일 뮤직 비디오가 공개되었으며, 노래는 11월 11일에 나왔다.

## 다른 버전
2017년, 위 아 디 인 크라우드의 멤버인 카메론 헐리가 new.wav에서 ‘Girls’를 블링크-182 스타일로 하여 불렀다. 뉴 뮤지컬 익스프레스, 얼터너티브 프레스 등이 이를 보도하였으며, 트위터에서는 힐리와 블링크-182의 마크 호퍼스가 트윗을 적었다.

## 트랙 리스트
| #            | 제목                      | 재생 시간 |
| ------------ | ------------------------- | --------- |
| 1.           | 〈Girls〉 (Radio edit)    | 3:26      |
| 2.           | 〈Girls〉 (Instrumental)  | 4:14      |
| 3.           | 〈Girls〉 (Album version) | 4:14      |
| 총 재생 시간 | 총 재생 시간              | 8:43      |

## 크레딧
크레딧은 라이너 노트에서 발췌하였다.
| The 1975 - 매튜 힐리 - 보컬, 기타 - 애덤 한 - 기타 - 조지 대니얼 - 드럼 - 로스 맥도널드 - 베이스 기타 | 추가 크레딧 - 마이크 크로시 - 프로듀서 - 마이크 스핑크 - 엔지니어 - 로빈 슈미트 - 마스터링 |

## 인증
| 국가                               | 인증 | 판매량/출하량 |
| ---------------------------------- | ---- | ------------- |
| 영국 (BPI)                         | 골드 | 400,000       |
| 판매량+스트리밍을 기반으로 한 인증 |      |               |

## 발매 일정
| 국가     | 날짜             | 포맷                   | 레이블                |
| -------- | ---------------- | ---------------------- | --------------------- |
| 영국     | 2013년 11월 11일 | 컨템포러리 히트 라디오 | 더티 히트             |
| 이탈리아 | 2014년 3월 7일   | 컨템포러리 히트 라디오 | 유니버설              |
| 미국     | 2014년 7월 15일  | 컨템포러리 히트 라디오 | 베이그런트 인터스코프 |